# 温哥华国际电影节
温哥华国际电影节（Vancouver International Film Festival，简称）是加拿大的一个电影节，每年9月下旬到10月上旬在不列颠哥伦比亚省温哥华由非营利性慈善组织大温哥华国际电影节协会举办。根据参赛影片数量和参加人数，它是北美洲五大电影节之一。电影节期间，大屏幕有73个国家或地区的影片放映。电影节有三个主要的单元：东亚电影、加拿大电影和非小说电影。

## 历史
1958年，第一届温哥华国际电影节成功举行，在20世纪60年代末，由于面临财政和组织上的困难，1969年之后电影节被迫停办。20世纪80年代初，大温哥华国际电影节协会成立，1982年它重新举办电影节。

## 主要奖项

### 加拿大奖项
- 最佳加拿大电影
- 加拿大导演新人
- 最佳加拿大纪录片
- 最佳BC短片
- 最佳加拿大短片
- 最具潜力加拿大短片导演

### 观众奖
- 超级频道人民选择奖
- 最受欢迎国际剧情片
- 最受欢迎国际纪录片
- 最受欢迎加拿大纪录片